# Diana Martín
Diana Martín Giménez (ur. 1 kwietnia 1981 w Madrycie) – hiszpańska lekkoatletka specjalizująca się w biegach średnich i przełajowych.
Uczestniczka mistrzostw Europy i świata w biegach przełajowych oraz drużynowych mistrzostw Europy.
Największy jak dotąd sukces zawodniczka odnotowała, zdobywając brązowy medal mistrzostw Europy w Zurychu (2014).
Dwukrotna mistrzyni kraju na otwartym stadionie.

## Osiągnięcia
| Rok  | Impreza                                   | Miejsce        | Konkurencja                        | Lokata       | Wynik    |
| ---- | ----------------------------------------- | -------------- | ---------------------------------- | ------------ | -------- |
| 2000 | Mistrzostwa świata w biegach przełajowych | Vilamoura      | bieg juniorek                      | 109. miejsce | 25:11    |
| 2003 | Młodzieżowe mistrzostwa Europy            | Bydgoszcz      | bieg na 3000 metrów z przeszkodami | 17. miejsce  | 10:51,20 |
| 2005 | Mistrzostwa świata w biegach przełajowych | Saint-Étienne  | bieg juniorek (krótki dystans)     | 81. miejsce  | 15:08    |
| 2006 | Mistrzostwa Europy                        | Göteborg       | bieg na 3000 metrów z przeszkodami | eliminacje   | 9:47,52  |
| 2007 | Uniwersjada                               | Bangkok        | bieg na 3000 metrów z przeszkodami | 6. miejsce   | 10:05,22 |
| 2007 | Mistrzostwa świata                        | Osaka          | bieg na 3000 metrów z przeszkodami | eliminacje   | 9:53,88  |
| 2008 | Mistrzostwa świata w biegach przełajowych | Edynburg       | bieg seniorek                      | 39. miejsce  | 27:17    |
| 2008 | Mistrzostwa świata w biegach przełajowych | Edynburg       | drużynowo                          | 9. miejsce   |          |
| 2009 | Mistrzostwa świata w biegach przełajowych | Amman          | bieg seniorek                      | 31. miejsce  | 28:31    |
| 2009 | Mistrzostwa świata w biegach przełajowych | Amman          | drużynowo                          | 4. miejsce   |          |
| 2009 | Mistrzostwa świata                        | Berlin         | bieg na 3000 metrów z przeszkodami | eliminacje   | 9:42,39  |
| 2010 | Mistrzostwa ibero-amerykańskie            | San Fernando   | bieg na 3000 metrów                | 3. miejsce   | 9:06,53  |
| 2010 | Mistrzostwa Europy w biegach przełajowych | Albufeira      | bieg seniorek                      | 14. miejsce  | 27:46    |
| 2010 | Mistrzostwa Europy w biegach przełajowych | Albufeira      | drużynowo                          | 3. miejsce   |          |
| 2011 | Mistrzostwa świata w biegach przełajowych | Punta Umbría   | bieg seniorek                      | 64. miejsce  | 27:47    |
| 2011 | Mistrzostwa świata w biegach przełajowych | Punta Umbría   | drużynowo                          | 8. miejsce   |          |
| 2011 | Superliga drużynowych mistrzostw Europy   | Sztokholm      | bieg na 3000 metrów z przeszkodami | 5. miejsce   | 9:46,89  |
| 2011 | Mistrzostwa świata                        | Daegu          | bieg na 3000 metrów z przeszkodami | eliminacje   | 10:04,59 |
| 2012 | Mistrzostwa Europy                        | Helsinki       | bieg na 3000 metrów z przeszkodami | 8. miejsce   | 9:45,36  |
| 2012 | Igrzyska olimpijskie                      | Londyn         | bieg na 3000 metrów z przeszkodami | eliminacje   | 9:35,77  |
| 2012 | Mistrzostwa Europy w biegach przełajowych | Budapeszt      | bieg seniorek                      | 10. miejsce  | 28:19    |
| 2012 | Mistrzostwa Europy w biegach przełajowych | Budapeszt      | drużynowo                          | 4. miejsce   |          |
| 2013 | Mistrzostwa świata w biegach przełajowych | Bydgoszcz      | bieg na 8 kilometrów               | 22. miejsce  | 25:29    |
| 2013 | Mistrzostwa świata w biegach przełajowych | Bydgoszcz      | drużynowo                          | 9. miejsce   |          |
| 2013 | Superliga drużynowych mistrzostw Europy   | Gateshead      | bieg na 3000 metrów z przeszkodami | 4. miejsce   | 9:44,90  |
| 2013 | Mistrzostwa świata                        | Moskwa         | bieg na 3000 metrów z przeszkodami | 11. miejsce  | 9:49,03  |
| 2013 | Mistrzostwa Europy w biegach przełajowych | Belgrad        | bieg seniorek                      | 14. miejsce  | 27:26    |
| 2013 | Mistrzostwa Europy w biegach przełajowych | Belgrad        | drużynowo                          | 3. miejsce   |          |
| 2014 | Superliga drużynowych mistrzostw Europy   | Brunszwik      | bieg na 3000 metrów z przeszkodami | 4. miejsce   | 9:42,18  |
| 2014 | Mistrzostwa Europy                        | Zurych         | bieg na 3000 metrów z przeszkodami | 3. miejsce   | 9:30,70  |
| 2014 | Mistrzostwa Europy w biegach przełajowych | Samokow        | bieg seniorek                      | 19. miejsce  | 29:54    |
| 2014 | Mistrzostwa Europy w biegach przełajowych | Samokow        | drużynowo                          | 2. miejsce   |          |
| 2015 | Mistrzostwa świata w biegach przełajowych | Guiyang        | bieg seniorek                      | 37. miejsce  | 29:06    |
| 2015 | Mistrzostwa świata w biegach przełajowych | Guiyang        | drużynowo                          | 7. miejsce   |          |
| 2015 | Superliga drużynowych mistrzostw Europy   | Czeboksary     | bieg na 3000 metrów z przeszkodami | 4. miejsce   | 10:02,63 |
| 2016 | Mistrzostwa Europy                        | Amsterdam      | bieg na 3000 metrów z przeszkodami | 8. miejsce   | 9:43,65  |
| 2016 | Igrzyska olimpijskie                      | Rio de Janeiro | bieg na 3000 metrów z przeszkodami | eliminacje   | 9:44,07  |

## Rekordy życiowe
- bieg na 3000 metrów z przeszkodami – 9:30,70 (2014)
- bieg na 3000 metrów – 9:06,53 (2010)